# Härbergsdalen
Härbergsdalen (sydsamiska: Nåara) är ett sydsamiskt sameviste vid Nedre Härbergsvattnet i nordöstra delen av Frostvikens socken i Strömsunds kommun.
Vistet Härbergsdalen tillhör Ohredahke sameby och har en lång tradition som samisk boplats och betraktas som en samisk kulturmiljö.
Området ligger centralt inom Ohredahke sameby, och har därför stor betydelse för renskötseln. Här äger såväl renskiljning som renslakt rum.

## Historia
Först var Härbergsdalen ett höst- och vårviste, men kom under senare år att bli ett åretruntviste. Förutom Nåara finns flera äldre visten runt Övre- och Nedre Härbergsvattnen. Härbergsdalen låg i väglöst land.
År 1826 byggdes två nybyggen i Härbergsdalen. Dessa inlöstes av staten i slutet av 1800-talet och blev så kallade fjällägenheter, så småningom sammanslagna till en enda.

### Skola
I Nåara inrättades först en så kallad visteskola. År 1914 inrättades en sommarskola, vilket innebar att samebarnen gick i skola de tre månaderna juli-september, samtidigt som föräldrarna var i högfjällsområdet på renarnas sommarbete.
År 1918 blev skolan en egen enhet med fyra kåtor och två härbren. En kåta var skolkåta och en annan var kombinerad hushållskåta och sovkåta för flickorna. Pojkarna sov i den tredje kåtan och i den fjärde bodde lärarinnan. Under vintertid gick dessa samebarn i skolan i Håkafot. Sommarskolan fungerade i drygt 20 år och upphörde 1935.

## Kända personer från Härbergsdalen
- Anders Åhrén
- Ingwar Åhrén